# Digos
Digos ist eine Stadt in der philippinischen Provinz Davao del Sur auf der Insel Mindanao. Sie ist zugleich die Hauptstadt dieser Provinz.

## Namensherkunft
Die Bezeichnung Digos leitet sich ab von dem Wort Padigos aus einem einheimischen Dialekt, was so viel heißt, wie ein Bad nehmen.
Während der spanischen Conquista näherte sich ein spanisches Expeditionsteam, das das fruchtbare Land von Davao erkundete, einer mit Pfeil und Bogen ausgestatteten Gruppe von Einheimischen. Der Führer der Spanier, Lopez Jaena Pacheco, ein Conquistador in Diensten der Administration von Gouverneur Claveria, fragte die Einheimischen nach dem Namen des Ortes, an dem sie sich befanden. Diese verstanden die Fremden falsch und meinten, sie würden nach dem Grund ihres Aufenthaltes gefragt. So antworteten sie: Padigos, also ein Bad nehmen. Seit dieser Zeit wird der Ort als Digos bezeichnet.

## Sprache und Religion
Etwa 84 % der Einwohner sind römisch-katholisch (Digos ist Sitz des Bistums Digos), 3,16 % evangelisch, 2,43 % muslimisch und der Rest gehört anderen religiösen Vereinigungen an.
Die Hauptsprache ist Cebuano mit 86,52 %. Es folgen die Dialekte Hiligaynon/Ilonggo mit 4,6 %, Bagobo mit 2,09 %, Muslims mit 1,53 % und Ilocano mit 1,33 %. Etwa 3 % der Bewohner von Digos sprechen andere Dialekte.

## Geographie
Die Stadt liegt an der östlichen Küste der Provinz Davao del Sur am Golf von Davao im Padada Valley. Der Ort befindet sich südlich einer Hügellandschaft, die sich am Fuße des Bergs Apo ausdehnt.
Im Norden grenzt das Stadtgebiet an Davao City, im Nordosten an die Verwaltungsgemeinden Santa Cruz, im Westen an die Gemeinde Bansalan und im Süden an Hagonoy sowie Matanao.
Digos hat eine Gesamtfläche von 287,1 km². Die nördliche Teile der Stadt liegen im Mount Apo Natural Park.

## Baranggays
Digos ist politisch in 26 Baranggays untergliedert.
| - Aplaya - Balabag - San Jose - Binaton - Cogon - Colorado - Dawis - Dulangan - Goma - Igpit - Kiagot - Lungag - Mahayahay | - Matti - Kapatagan - Ruparan - San Agustin - San Miguel (Odaca) - San Roque - Sinawilan - Soong - Tiguman - Tres de Mayo - Zone I (Pob.) - Zone II (Pob.) - Zone III (Pob.) |

## Geschichte
In frühen Jahren war Digos lediglich ein Wasserlauf des Digos Rivers, ein Platz, an dem sich die einheimischen, austronesischen Siedler entlang der Hügel am Fuße des Bergs Apo zusammengefunden haben. Der Digos River trifft hier den Golf von Davao und ist ein idealer Platz zum Fischen und Baden.
Das Padada Valley ist als Teil des Essnapfes der Provinz Davao del Sur bekannt. Die Ortschaft Digos zog viele Einwanderer an, die sich hauptsächlich von den Visayas und aus der Ilocos-Region in großer Zahl hier ansiedelten. Vor dem Zweiten Weltkrieg pachtete ein US-amerikanischer Unternehmer namens N. E. Crumb eine 1.024 Hektar große Landfläche und machte daraus eine Abacá Plantage. Dies war der Auslöser für alle wirtschaftlichen Aktivitäten, die sich bis heute in der Region entwickelten.
Initiiert durch den Kongressabgeordneten Apolinario Cabigon wurde Digos am 19. Juli 1949 mit Inkrafttreten des Presidential Executive Order Nr. 236, unterzeichnet von Präsident Elpidio Quirino zu einer regulären Verwaltungsgemeinde ernannt.
Die Gemeinde vereinte die Barrios Tres de Mayo, Goma Bansalan, Matanao, Darapuay und den Regierungssitz der Provinz. Vor der Ernennung zu einer Verwaltungsgemeinde war Digos ein Barrio von Sta. Cruz, einem Dorf, 16 km von Digos entfernt.
Schon bevor Digos den Status einer Stadt innehatte, war die Gemeinde der Sitz der Provinzregierung von Davao del Sur und sie das Zentrum des Handels, des Kommerzes und der Bildung in der Provinz. 1993 wurde Digos als eine Gemeinde der ersten Einkommenskategorie eingestuft.
Im Juli 1998 wurde die Bitte zur Änderung des Status von Digos zu einer Stadt durch den Kongressabgeordneten Arsenio A. Latasa eingereicht, mit dem Bestreben, für eine Anerkennung im Republic Act Nr. 7160.
Der House Bill Nr. 5672 des Kongresses vom 24. November 1998, autorisiert durch den Kongressabgeordneten Douglas Ra. Cagas, ebnete den Weg zum Republic Act Nr. 8798. Diese Verordnung, am 14. Juli 2000 unterzeichnet von Präsident Joseph Estrada und am 8. September 2000 ratifiziert, wandelte erhob die Gemeinde Digos in den Stand einer Component City (Provinzstadt) von Davao del Sur.

## Wirtschaft
In Digos ist die Agrarwirtschaft ein wesentlicher Faktor. Im Stadtgebiet werden Reis, Abacá, Weizen, Zuckerrohr, Bananen, Mangos und Kokosnuss angebaut.
Die Ortsteile entlang der Küstenlinie leben hauptsächlich vom Fischfang. Die Artenvielfalt im fischreichen Golf von Davao sorgt für den Lebensunterhalt von zahlreichen Familien. In der Gemeinde befindet sich eine Außenstelle der University of Mindanao.

## Klima
Die regenreichsten Monate sind der Dezember, der Januar und der Februar. Die Monate April, Juni und Juli sind dagegen eher trocken. Trotzdem können Regenfälle das gesamte Jahr über auftreten.

## Sehenswürdigkeiten
- Die Dawis Beach
- Die Napan Fälle
- Die Virgin Fälle